# Federación Internacional de Patinaje
La Federación Internacional de Patinaje (en francés: Fédération Internationale de Roller Sports, FIRS) fue el organismo deportivo que gobernaba las diversas disciplinas del patinaje: hockey sobre patines, patinaje artístico sobre ruedas, patinaje de velocidad sobre patines en línea, hockey sobre patines en línea, patinaje estilo libre en línea, patinaje de descenso y alpino en línea.
La FIRS promovía los deportes del patinaje a nivel internacional, y trabajaba para que el Comité Olímpico Internacional (COI) incluya alguna de las disciplinas en el programa de los Juegos Olímpicos de verano. La única experiencia olímpica fue la inclusión del hockey sobre patines como deporte de exhibición en los Juegos Olímpicos de Barcelona de 1992.
En septiembre de 2017 se fusiona con la International Skateboarding Federation (ISF), formando la World Skate.
La autoridad de la FIRS fue reconocida por los siguientes organismos:
- Comité Olímpico Internacional (COI);
- Asociación General de Federaciones Deportivas Internacionales (GAISF);
- Asociación Internacional de Juegos Mundiales (IWGA);
- Organización Deportiva Panamericana;
- Association of Recognized IOC International Sports Federations (ARISF);

La FIRS reconocia las siguientes confederaciones continentales:
- África - Federación Africana de Patinaje (FAROS);
- América - Confederación Panamericana de Patinaje;
- Asia - Confederación de Patinaje de Asia (CARS);
- Europa - Confederación Europea de Patinaje (CERS);
- Oceanía - Confederación de Patinaje de Oceanía (OCRS);

Las disciplinas deportivas tienen su propio comité y presidente que las gestiona:
- hockey sobre patines - Comité Internacional de Hockey sobre Patines (CIRH);
- patinaje artístico - Comité Internacional de Patinaje Artístico (CIPA);
- patinaje de velocidad - Comité Internacional de Patinaje de Velocidad (CIC);
- hockey sobre patines en línea - Comité Internacional de Hockey sobre Patines en Línea (CIRILH);
- Patinaje estilo libre en línea - Comité Internacional de Patinaje Estilo Libre (FFTC);

La FIRS reunió a más de 100 federaciones nacionales, incluidos de países de todos los continentes y estaban afiliados a la Federación Internacional de Skateboarding. El monopatinaje se convertirá en un deporte olímpico en 2020.
En septiembre de 2017 se ratificó una propuesta para disolver la federación y fusionarse con la "International Skateboarding Federation (ISF)", formando un nuevo organismo conocido como World Skate, después de que se rechazara la participación de la ISF con los eventos de skate programados en los Juegos Olímpicos de Japón 2020.

## Historia
Creada el año 1924 como Fédération Internationale de Patinage a Roulettes (FIPR), cambió a su actual denominación de FIRS bajo la presidencia de Victoriano Oliveras de la Riva (presidente de 1964 hasta 1973). A mediados de la década de 1970 obtuvo el reconocimiento del COI y a mediados de la década siguiente el de ARISF. El primer campeonato del mundo que organizó fue el de hockey sobre patines de 1936.

## Polémicas
En 2004 se produjo el Caso Fresno. La celebración de la asamblea de la Federación Internacional de Patinaje (FIRS) que tuvo lugar en Fresno (California) el 26 de noviembre de 2004 comportó que la selección catalana de hockey sobre patines que había sido aceptada provisionalmente, y que llegó a competir en el Mundial B, ganando el campeonato, no fuera aceptada posteriormente de forma definitiva como miembro de pleno derecho. La Federación Catalana llevó el caso al Tribunal de Arbitraje del Deporte (TAS) en Lausana, que reconoció irregularidades, invalidó la votación y obligó a la FIRS a repetir la votación respetando los estatutos de la propia FIRS. En la votación posterior, la asamblea de la FIRS denegó la admisión de la Federación Catalana de Patinaje como miembro de pleno derecho. Una de las principales consecuencias de todo este asunto fue que uno de los principales implicados, el italiano Sabatino Aracu, se convirtió en el nuevo presidente de la FIRS sustituyendo al español de origen catalán Isidre Oliveras de la Riva.